# Tegs distrikt
Tegs distrikt är ett distrikt i Umeå kommun och Västerbottens län. Distriktet omfattar de södra delarna av tätorten Umeå (stadsdelen Teg, inklusive Böleäng) samt ett område söderut och västerut kring tätorterna Röbäck, Stöcke, Stöcksjö och Yttersjö i södra Västerbotten.

## Tidigare administrativ tillhörighet
Distriktet inrättades 2016 och utgörs av en del av området som Umeå stad omfattade till 1971, en del som före 1965 utgjorde en del av Umeå socken.
Området motsvarar den omfattning Tegs församling hade 1999/2000 och fick 1963 efter utbrytning ur Umeå landsförsamling.

## Tätorter och småorter
I Tegs distrikt finns fem tätorter och 20 småorter.

### Tätorter
- Röbäck
- Stöcke
- Stöcksjö
- Umeå (del av)
- Yttersjö

### Småorter
- Ansmark
- Bjännsjön
- Degernäs
- Dingnäset
- Djäkneböle
- Djupviken (del av)
- Hössjö (norra delen)
- Hössjö (västra delen)
- Hössjö (östra delen)
- Innersjö och Mellansvartbäck
- Klabböle
- Kläppen
- Nerbyn
- Sand
- Sjömyran
- Skravelsjö
- Ström
- Strömbäck
- Svedjan
- Tuppliden